# Nyirol (condado)
Nyirol é um condado localizado no estado de Juncáli, Sudão do Sul. Colonel Isaac Kuach Duoth é o comissário responsável pela área administrativa de Nyirol. Mesmo após o fim da Segunda Guerra Civil Sudanesa, o condado sofre com conflitos intensos entre jovens de grupos étnicos distintos que habitam as áreas do condado. Em 2008, o condado tinha uma população de, aproximadamente, 108.000 habitantes.